# Alfred Goldscheider
Johannes Karl August Eugen Alfred Goldscheider, född 4 augusti 1858 i Sommerfeld, död 10 april 1935 i Berlin, var en tysk läkare.
Goldscheider blev 1898 e.o. professor i psykiatri och neurologi vid Berlins universitet och 1919 ordinarie professor i internmedicin där. Han är framförallt känd för sina undersökningar över känsel- och muskelsinnet (Gesammelte Abhandlungen, två band, 1898) och utgav ett stort antal vetenskapliga specialavhandlingar, som Diagnostik der Krankheiten des Nervensystems (1893, tredje upplagan 1903) samt, tillsammans med Ernst Viktor von Leyden, Die Erkrankungen des Rückenmarkes und der Medulla oblongata (1895-97, andra upplagan 1903-06). Bland hans senare arbeten märks Über die krankhafte Überempfindlichkeit und ihre Behandlung (1919).